# Sterilizare (microbiologie)

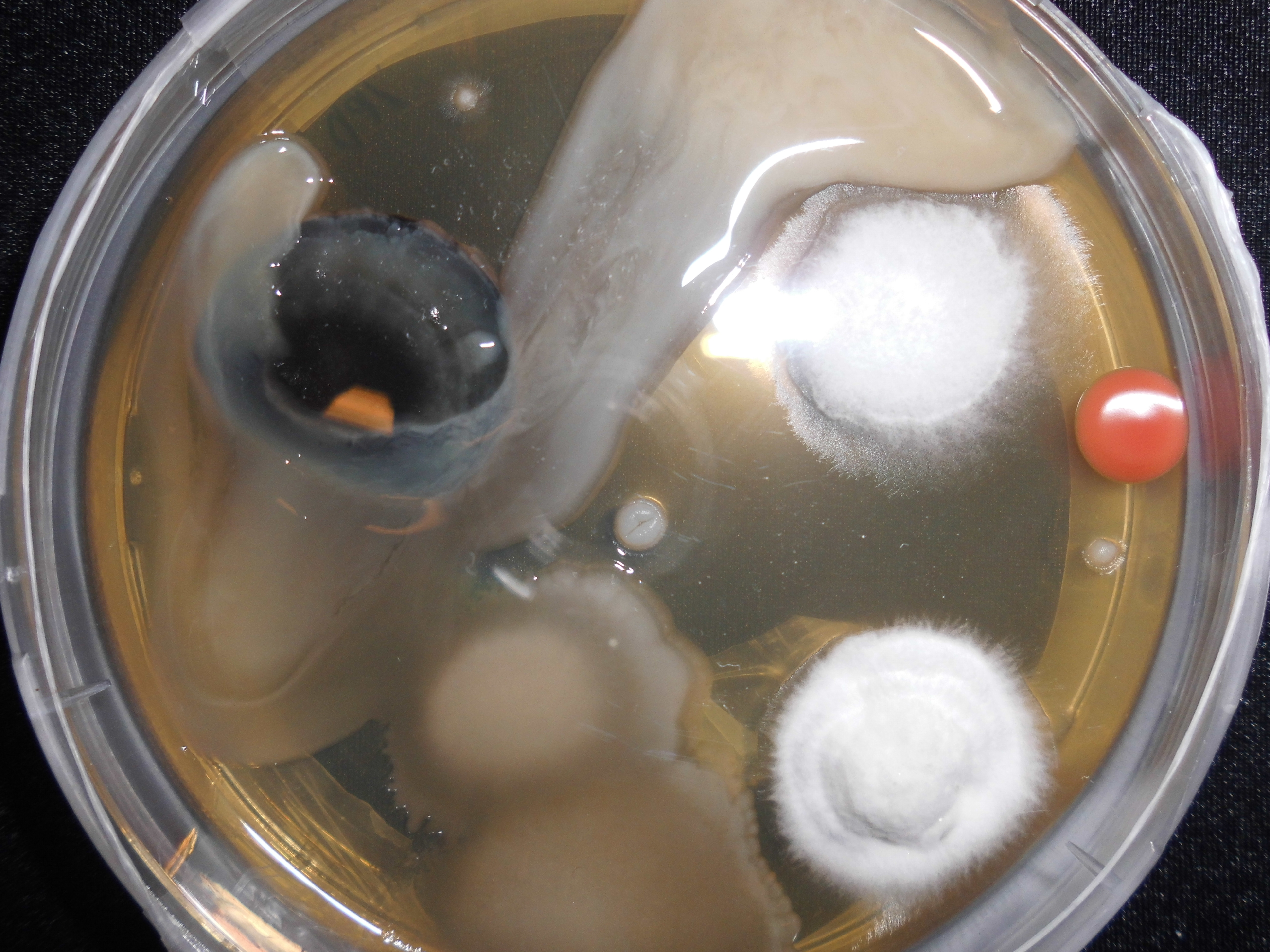
Un mediu de cultură cu agar-agar a fost contaminat datorită lipsei sterilității

Sterilizarea se referă, în microbiologie, la un procedeu prin care sunt eliminate, omorâte sau dezactivate toate formele de viață, în special cu referire la microorganisme precum: bacterii, fungi și sporii organismelor eucariote unicelulare (de exemplu: Plasmodium, etc.). Procedeele se aplică pentru microorganismele prezente la suprafața sau interiorul unui obiect sau fluid, de exemplu în alimente, medicamente sau medii de cultură. Sterilizarea poate fi realizată prin diverse metode, inclusiv la temperatură, chimică, prin iradiere, la presiune sau prin filtrare sterilizantă. Un obiect care a fost sterilizat se numește steril sau aseptic.